# Discorbitina
Discorbitina es un género de foraminífero bentónico de la subfamilia Discorbinellinae, de la familia Discorbinellidae, de la superfamilia Discorbinelloidea, del suborden Rotaliina y del orden Rotaliida. Su especie tipo es Discorbina pustulata. Su rango cronoestratigráfico abarca desde el Pleistoceno hasta la Actualidad.

## Clasificación
Discorbitina incluye a la siguiente especie:
- Discorbitina pustulata